# Pieter Lassenius
Pieter Lassenius, auch Lassinius, Lissenius, (russisch Питер Лассениус; * 1700 in Dänemark; † 19. Dezemberjul. / 30. Dezember 1735greg. im Chara-Ulach-Flussdelta in der Buor-Chaja-Bucht) war ein dänisch-schwedisch-russischer Steuermann und Polarforscher.

## Leben
Lassenius stammte aus einer schwedischen Familie, kam in Dänemark zur Welt und wurde  Steuermann auf  Schiffen in Schweden.
Im Oktober 1725 wurde Lassenius in Göteborg von dem russischen Kapitän 3. Ranges J. Sorokold als Porutschik mit einem Monatsgehalt von 15 Rubel in den russischen Dienst aufgenommen. Darauf nahm er an der Ersten Kamtschatkaexpedition unter der Leitung Vitus Berings teil.
In den ersten 1730er Jahren gehörte Lassenius mit Wassili Prontschischtschew und Iwan Koschelew zur Prüfungskommission für Steuermänner, Untersteuermänner und  Steuermann-Lehrlinge in Kronstadt. Einer der Prüflinge war Andrei Welikopolski. Bis Mai 1731 diente Lassenius auf der Fregatte Kreisser. Er wurde dann Steuermann des Linienschiffs 1. Ranges Lesnoje des Revaler Geschwaders.
Auf eigenen Wunsch und Antrag Vitus Berings wurde Lassenius im Januar 1733 zum Leiter des Lena-Kolyma-Kommandos der von Bering geleiteten Zweiten Kamtschatkaexpedition ernannt, das von der Lena-Mündung nach Osten bis zur Kolyma-Mündung vordringen sollte. Das Kommando sollte dann weiter zur Anadyr-Mündung und nach Kamtschatka fahren. Gleichzeitig wurde Wassili Prontschischtschew Leiter des Lena-Jenissei-Kommandos, das von der Lena nach Westen zum Jenissei fahren sollte.
Anfang August 1735 fuhren Lassenius mit dem Zweimaster Irkutsk und Prontschischtschew mit der Doppel-Ruder-Sloop Jakutsk von Jakutsk die Lena hinab. Nach einer Woche erreichte die Irkutsk die Laptewsee, um nun nach Osten zu fahren. Nach weiteren fünf Tagen hielt sie das Eis auf. Lassenius versuchte nun zweimal erfolglos das Eis zu durchbrechen. Darauf kehrte er um und fuhr zur Überwinterung zu der  Chara-Ulach-Mündung in der Buor-Chaja-Bucht. Er schickte 4 Mann nach Jakutsk mit seinem Bericht über das Ende der Fahrt. Aus Treibholz wurden Baracken, eine Küche und ein Badehaus gebaut. Wegen der geringen Höhe des Ortes wurde das Lager im September an mehreren Tagen überflutet. Wegen der fehlenden Lebensmittelversorgung halbierte Lassenius die Essensrationen, worauf es zu Skorbuterkrankungen kam. Es kam zu Streitigkeiten, und es drohte ein Aufstand. Die Mannschaft bemerkte, dass der Unteroffizier B. Rosselius heimlich mit Schiffszwieback handelte und einen Matrosen misshandelt hatte, so dass sie ein Gerichtsverfahren gegen Rosselius forderte. Lassenius lehnte ab. Das Kommando wurde dem Steuermann Wassili Alexejewitsch Rtischtschew angeboten, der ablehnte, weil für Meuterei die Todesstrafe drohte. Lassenius blieb Kommandeur, Rosselius wurde verhaftet, und es gab wieder die normale Essensration. Während der Überwinterung starben 36 Mann und auch Lassenius an Skorbut. Der Steuermann Rtischtschew übernahm das Kommando und schickte einen Boten mit der Meldung der Notlage zum Expeditionsleiter Bering. Im Frühjahr 1736 schickte der neue Leiter des Lena-Kolyma-Kommandos Dmitri Laptew eine 14-Mann-Truppe zur Rettung der überlebenden 9 Männer, die nach Jakutsk und dann nach Ochotsk gebracht wurden.
Benannt wurden nach Lassenius ein Kap an der Laptewsee an der Ostküste der Taimyrhalbinsel (von Roald Amundsen 1919) und eine Halbinsel der Taimyrhalbinsel (von sowjetischen Forschern 1943). Auf dem Kap Chara-Ulach wurde 1976 auf einer 90 m hohen Bergkuppe von Teilnehmern der Tula-Expedition ein Denkmal für das Lassenius-Kommando aufgestellt. Dmitri Schparo suchte mit einer Expedition 2001 und 2002 vergeblich nach der Begräbnisstätte der Toten des Lassenius-Kommandos.